# Mubende
Mubende är en stad i västra Uganda, och är huvudort i ett distrikt med samma namn. Folkmängden uppgår till cirka 120 000 invånare.

## Administrativ indelning
Mubende är indelad i tre administrativa divisioner:
- Eastern
- Southern
- Western